# Okmulgee
Okmulgee é uma cidade localizada no estado norte-americano de Oklahoma, no Condado de Okmulgee.

## Demografia
Segundo o censo norte-americano de 2000, a sua população era de 13.022 habitantes.
Em 2006, foi estimada uma população de 12.829, um decréscimo de 193 (-1.5%).

## Geografia
De acordo com o United States Census Bureau tem uma área de
33,2 km², dos quais 33,2 km² cobertos por terra e 0,0 km² cobertos por água.

## Localidades na vizinhança
O diagrama seguinte representa as localidades num raio de 20 km ao redor de Okmulgee.